# サウラブ・シュクラ
サウラブ・シュクラ（Saurabh Shukla、1963年3月5日 - ）は、インドのボリウッドで活動する俳優、映画監督。代表作には『Satya』『バルフィ! 人生に唄えば』『Jolly LLB』『Kick』『PK』『弁護士ジョリー2〜真実を白日のもとに』『Raid』があり、2014年に国家映画賞 助演男優賞を受賞した。

## キャリア
1984年に劇団に入団し、1986年から『A View from the Bridge』『Look Back in Anger』『Ghashiram Kotwal』などの作品に出演した。1991年に国立演劇学校に入学して演劇を学び、1994年にシェーカル・カプールの『女盗賊プーラン』に出演して最初のブレイクを果たした。同年にテレビシリーズ『Tehkikaat』に出演してヴィジャイ・アーナンドの相棒役を演じ、1997年の『9 Malabar Hill』では脚本も手掛けている。
1998年にラーム・ゴーパール・ヴァルマの『Satya』で共同脚本とギャング役を務め、キャリアの転機を迎えた。同作ではスター・スクリーン・アワード 脚本賞をアヌラーグ・カシャップと同時受賞している。2008年に『スラムドッグ$ミリオネア』に出演し、2013年にはアヌラーグ・バスの『バルフィ! 人生に唄えば』に出演して再び注目を集め、「アヌラーグとランビール・カプールは私を生き返らせてくれました」と語っている。

## 主なフィルモグラフィ

### 出演
- 女盗賊プーラン（1994年）
- Satya（1998年）
- ヘー・ラーム（2000年）

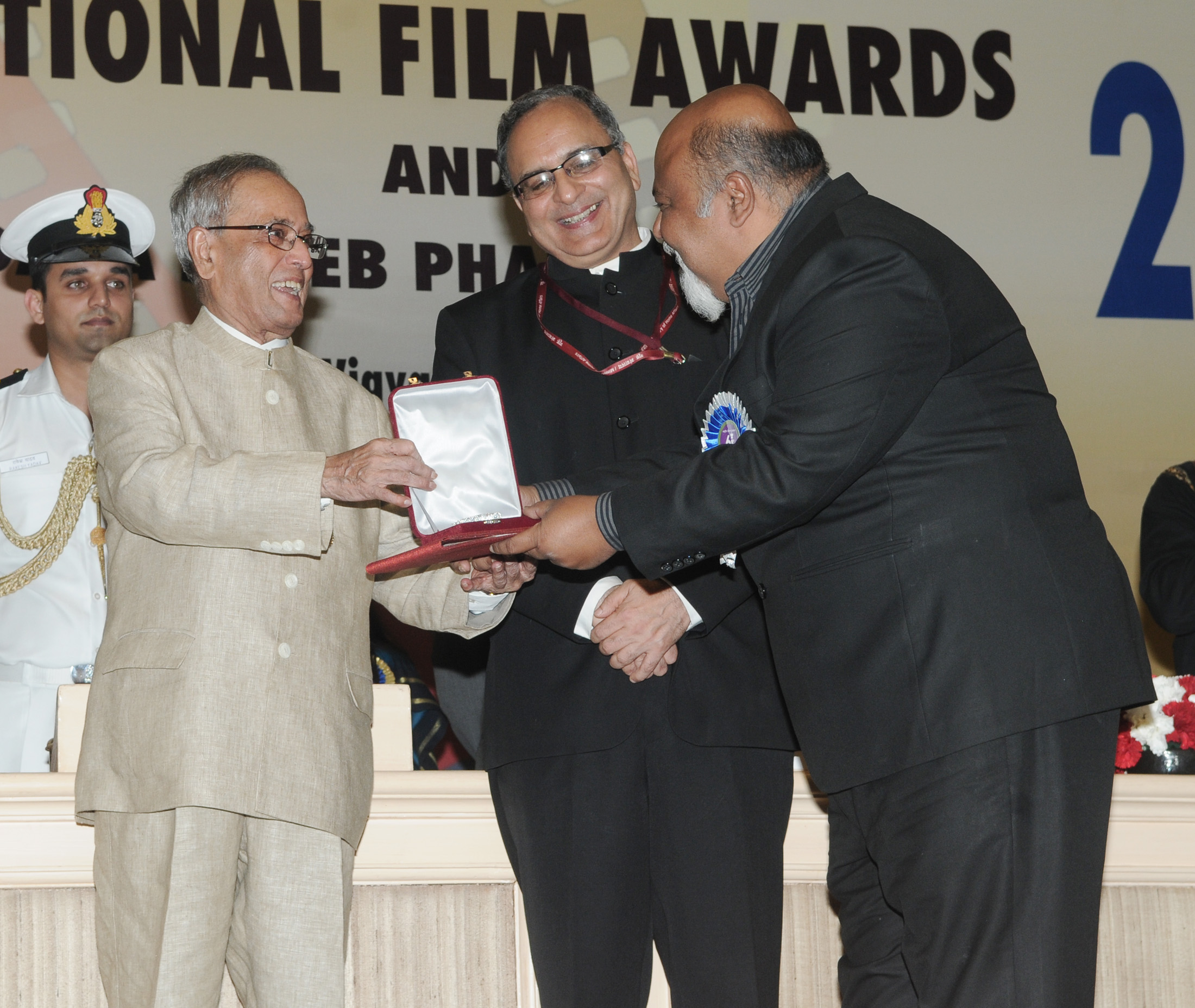
第61回国家映画賞授賞式で助演男優賞を受賞するサウラブ・シュクラ

- ムンナー兄貴、ガンディーと出会う（英語版）（2006年）
- スラムドッグ$ミリオネア（2008年）
- バルフィ! 人生に唄えば（2013年）
- Jolly LLB（2013年）
- ならず者たち（英語版）（2014年）
- Kick（2014年）
- PK（2014年）
- 弁護士ジョリー2〜真実を白日のもとに（英語版）（2017年）

### 製作
- Satya （1998年） - 脚本
- Dil Pe Mat Le Yaar!!（2000年） - 脚本
- Raghu Romeo（2003年） - 脚本
- Calcutta Mail（2003年） - 脚本
- Mudda – The Issue（2003年） - 監督、脚本
- Chehraa（2005年） - 監督、脚本
- Mumbai Xpress（2005年） - 脚本
- Salaam-e-Ishq: A Tribute to Love（2007年） - 脚本
- Mithya（2008年） - 脚本
- Acid Factory（2009年） - 脚本
- Raat Gayi, Baat Gayi?（2009年） - 監督、脚本
- Utt Pataang（2011年） - 脚本
- Pappu Can't Dance Saala（2011年） - 監督、製作、脚本
- Fatso!（2012年） - 脚本
- I M 24（2012年） - 監督、脚本